# 广寒游
〈广寒遊〉是宋朝诗人赵汝鐩的作品，后被引用為古琴曲，最早見於明代的《神奇秘譜》。

## 琴譜版本
收錄於《神奇秘譜》、《風宣玄品》、《琴譜正傳》、《西麓堂琴統》、《杏莊太音補遺》、《重修真傳琴譜》、《琴書大全》、《古音正宗》、《太古正音琴譜》（《陽春堂琴譜》）、《徽言秘旨》、《徽言秘旨訂》、《裛露軒琴譜》。

## 解題
《重修真传琴谱》：「是操，唐明皇遊月宮而作也。其曲宏深，有飄然獨步太羅，憑虛御風，挹精流光於太虛，置身如在廣寒之府也。後人增益而文，附之於絲絃然。」
张大命《太古正音琴经》卷四：“是曲，太古所传，非明皇事也。”

## 打譜版本
- 《神奇秘譜》，吳文光打譜。[4]